# Шател де Жу
Шател де Жу (фр. Châtel-de-Joux) насеље је и општина у источној Француској у региону Франш-Конте, у департману Јура која припада префектури Сен Клод.
По подацима из 2011. године у општини је живело 58 становника, а густина насељености је износила 4,1 становника/km². Општина се простире на површини од 14,13 km². Налази се на средњој надморској висини од 756 метара (максималној 1.003 m, а минималној 596 m).

## Демографија
| 1962. | 1968. | 1975. | 1982. | 1990. | 1999. | 2011. |
| ----- | ----- | ----- | ----- | ----- | ----- | ----- |
| 54    | 72    | 71    | 66    | 59    | 48    | 58    |

График промене броја становника у току последњих година